# خطميات
الخطميات أو القذان (مفردها القذذ) أو برغوث (الاسم العلمي: Trombiculidae) (بالإنجليزية: Chigger)‏ أو سوس الحصاد (بالإنجليزية: harvest mite)‏ هي فصيلة من الحيوانات تتبع رتبة خطميات الشكل من طائفة العنكبيات.

## التصنيف
- الخطماوات
  - الخطماء